# Biserica reformată din Zălan
Biserica reformată din Zălan este un ansamblu de monumente istorice aflat pe teritoriul satului Zălan, comuna Bodoc. În Repertoriul Arheologic Național, monumentul apare cu codul 63928.04.01, 63928.04.02, 63928.04.03.
Ansamblul este format din următoarele monumente:
- Biserica reformată (cod LMI CV-II-m-A-13334.01)
- Zid de incintă cu turn clopotniță (cod LMI CV-II-m-A-13334.02)